# Black Adam (film)
Black Adam är en amerikansk superhjältefilm från 2022, baserad på DC Comics karaktär med samma namn. Den är regisserad av Jaume Collet-Serra, med manus skrivet av Adam Sztykiel, Rory Haines och Sohrab Noshirvani. Filmen är en spin-off av Shazam! (2019) och den elfte filmen i DC Extended Universe (DCEU).
Filmen hade biopremiär i Sverige den 21 oktober 2022, utgiven av Warner Bros.

## Handling
Filmen handlar om den korrupta antihjälten Black Adam som är på uppdrag för att rentvå sitt namn.

## Rollista (i urval)
- Dwayne Johnson – Teth-Adam / Black Adam
- Noah Centineo – Albert "Al" Rothstein / Atom Smasher
- Aldis Hodge – Carter Hall / Hawkman
- Sarah Shahi – Adrianna Tomaz / Isis
- Marwan Kenzari – Ishmael Gregor / Sabbac
- Quintessa Swindell – Maxine Hunkell / Cyclone
- Pierce Brosnan – Kent Nelson / Doctor Fate
- Bodhi Sabongui – Amon Tomaz
- Viola Davis – Amanda Waller
- Jennifer Holland – Emilia Harcourt
- Djimon Hounsou – Trollkarlen Shazam
- Henry Cavill – Kal-El / Clark Kent / Stålmannen